# Francisco Soler Atencia
Francisco "Paco" Soler Atencia, född den 5 mars 1970 i Palma de Mallorca, Balearerna, är en spansk fotbollsspelare som tog OS-guld i herrfotbollsturneringen vid de olympiska sommarspelen 1992 i Barcelona. 